# سفوهن
السكان عرب
سفوهن قرية في منطقة معرة النعمان في محافظة إدلب في سورية. بلغ عدد سكانها 3,399 نسمة في عام 2004 حسب إحصاء المكتب المركزي للإحصاء.